# Cassero Senese (Montelaterone)
Il Cassero Senese, comunemente noto come la Roccaccia, è un castello in rovina nella frazione di Montelaterone, nel comune di Arcidosso.

## Storia
Fu costruito dai Senesi nel XIII secolo, integrandola nel preesistente sistema difensivo fino all'epoca costituito unicamente dalle mura di Montelaterone, caratterizzate da una doppia cinta muraria.
Il complesso rivestì notevole importanza fino alla sua permanenza nel territorio della Repubblica di Siena. Una volta inglobato nel Granducato di Toscana alla metà del XVI secolo, il cassero non fu più ritenuto strategico dai Medici ed andò così incontro ad un lunghissimo ed inesorabile declino.
Nei secoli successivi, gran parte della cinta muraria, di cui il cassero era parte integrante, fu inglobata da altri edifici; soltanto negli ultimi anni del XX secolo, alcuni interventi di restauro hanno permesso di salvaguardare i ruderi.

## Descrizione
Rimangono imponenti ruderi costituiti da una torre addossata ai resti di altri edifici che si sviluppano a pianta poligonale.
La torre si presenta a sezione quadrangolare, con le pareti rivestite in pietra dove si aprono alcune finestre ad arco tondo; la parte alta, molto compromessa, è munita di alcune mensolette leggermente sporgenti che, in passato, costituivano l'appoggio per il coronamento sommitale.

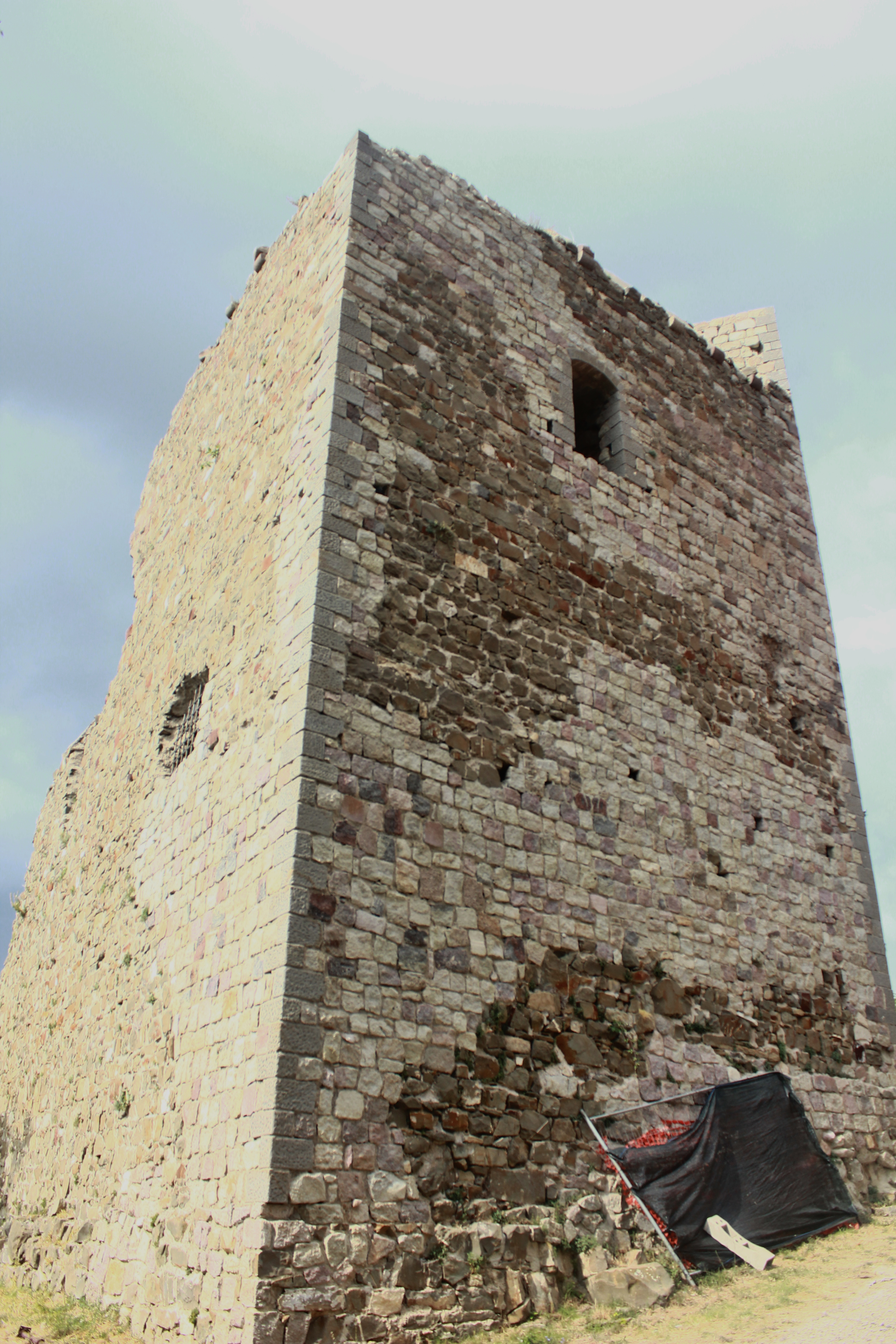
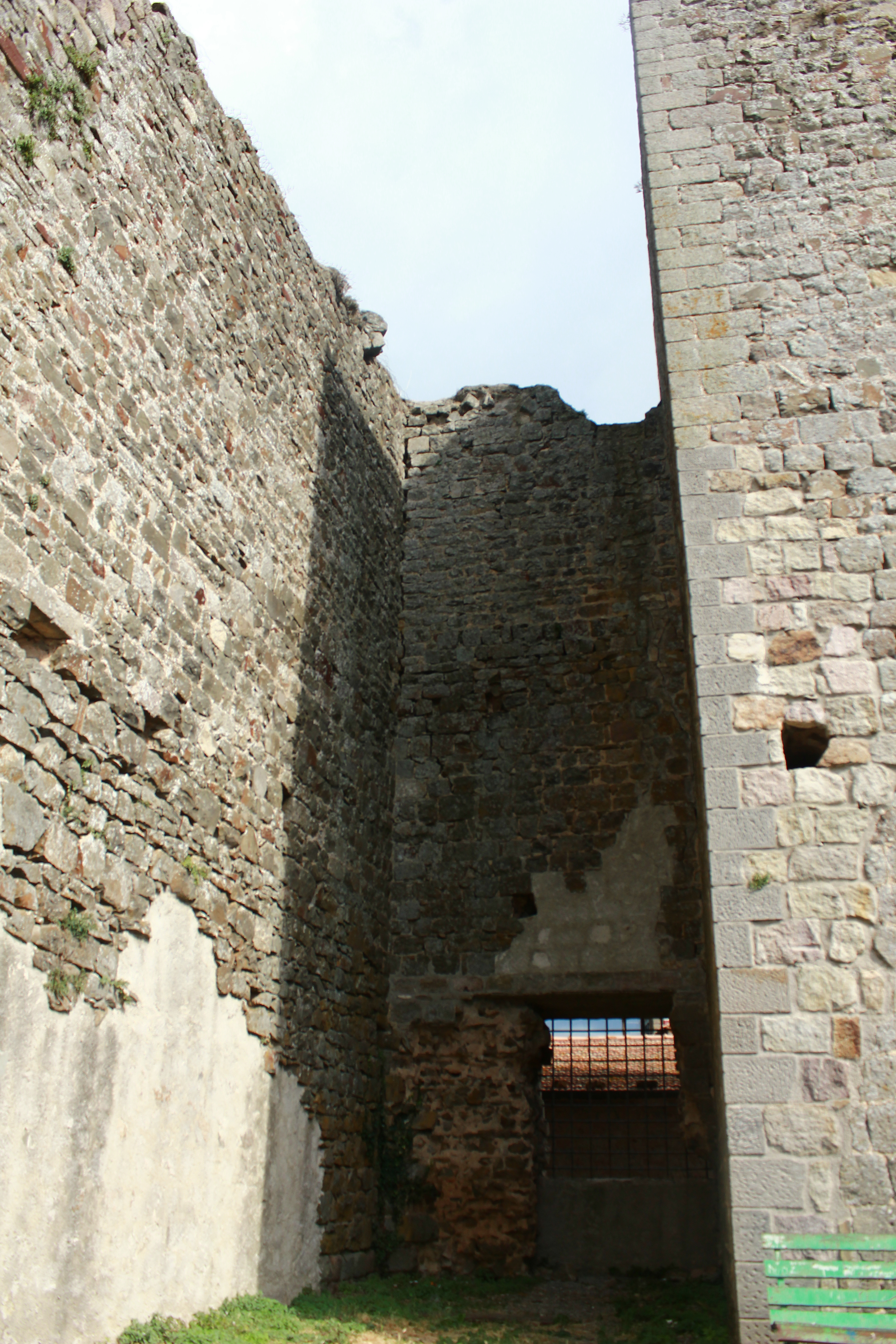
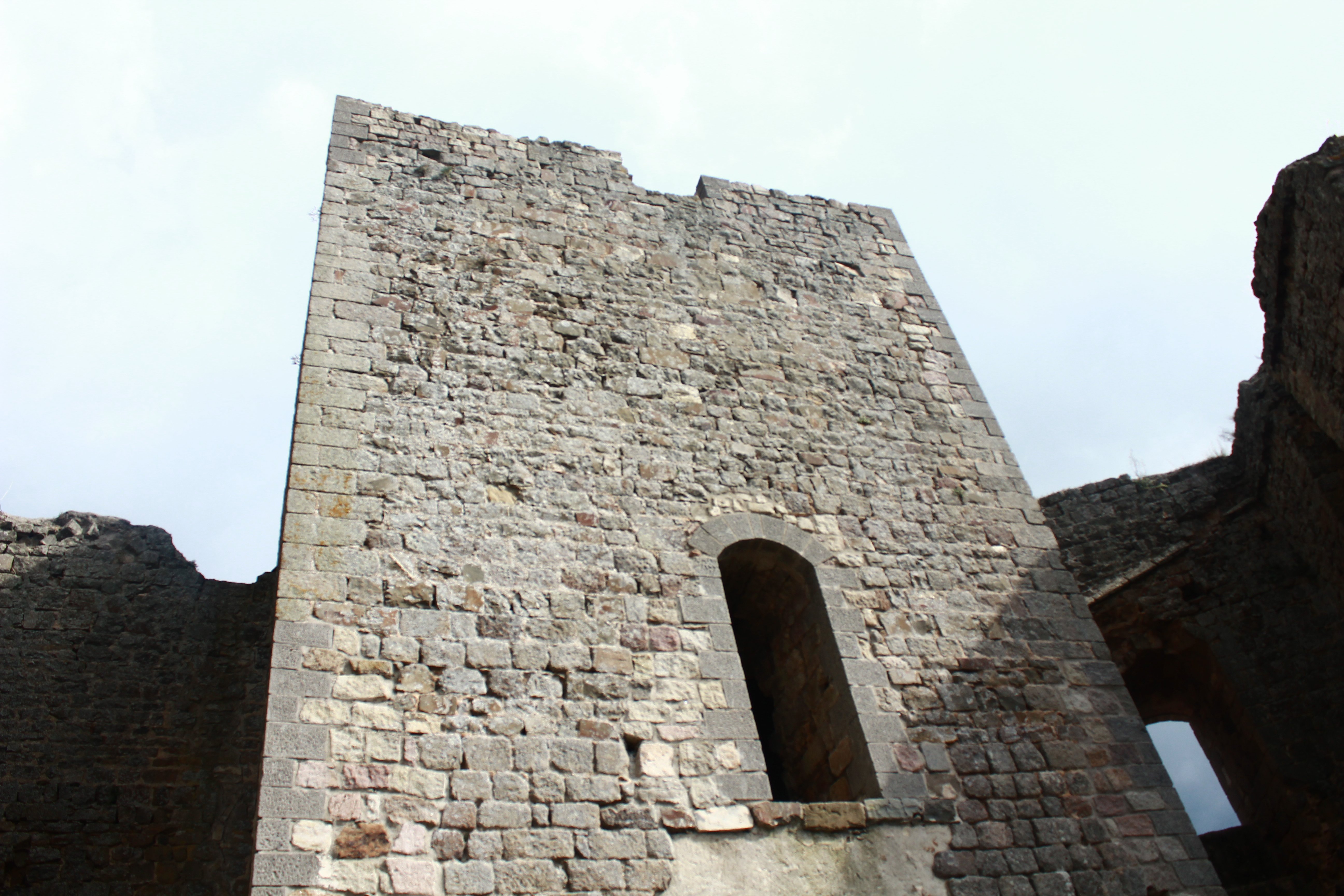
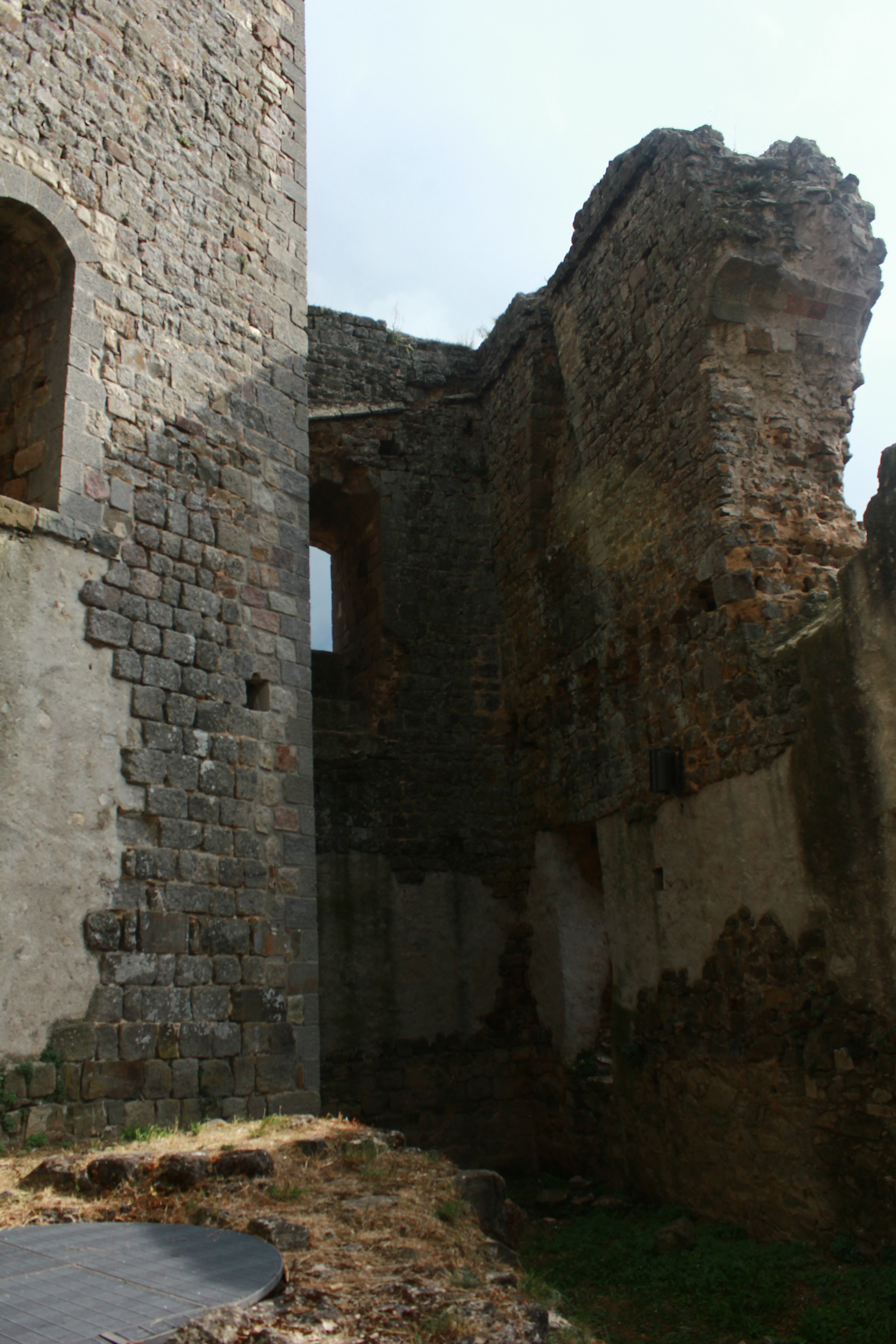
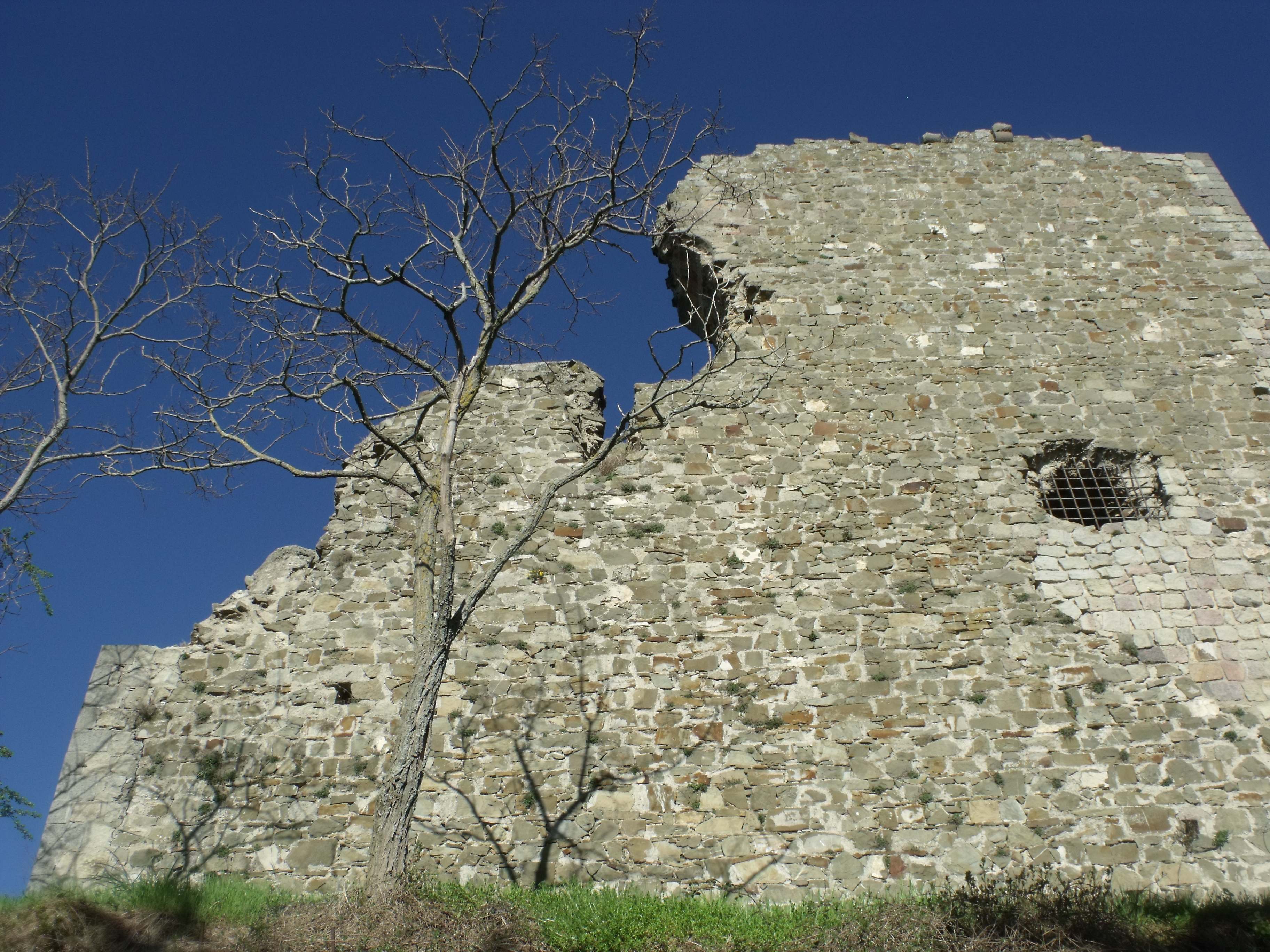